# 興業東路
興業東路（Xingye E. Rd.）為臺灣嘉義市東西向的重要道路之一。西以民生南路為界，銜接興業西路；東接彌陀路。

## 沿經行政區域
（由西至東）
- 西區（民生南路－國華街）
- 東區（國華街－彌陀路）

## 車道配置
（由西至東）
- 民生南路─宣信街：雙向各二車道（內線禁行機慢車），並各設有一機慢車道
- 宣信街─體育路：雙向各一車道，並各設有一機慢車道
- 體育路─彌陀路：雙向各二車道

## 沿線設施
（由西至東）

### 公車車站
- 嘉義市公車忠孝新民幹線（紅線）
  - 興業民生站
  - 中油營業所站
- 嘉義市公車樂活2路（棕線）
  - 中油營業所站

### 其他
- 台灣中油煉製研究所（民生南路217號）
- 中華郵政嘉義興業路郵局 （页面存档备份，存于）（12號）
- 嘉義市宣信國民小學（宣信街266號）
- 嘉義市立兒童館 （页面存档备份，存于）（555號）
- 嘉義市立體育場（體育路2號）
- 嘉義市私立東吳高級工業家事職業學校（宣信街252號）
- 大同技術學院（彌陀路253號）